# Antolín Dávila
Antolín Dávila (Vega de San Mateo, Gran Canaria, 2 de septiembre de 1952) es un escritor canario que cultiva la novela y el cuento, habiendo sido además actor teatral amateur.

## Trayectoria
Se estrenó en la literatura con un cuento publicado en la desaparecida revista Fablas (1980) bajo el título Alby y Augeron tienen hambre y en 1987 publica el titulado ¿Dónde está el muerto?, en Narrativa Canaria Última, texto que fue celebrado desde su aparición como un modelo casi perfecto de este subgénero narrativo, así, en la revista Fetasa, el crítico y periodista Alfonso González Jerez, dice textualmente lo siguiente: 

“... Y Antolín Dávila, en el que se nos antoja el mejor cuento de la colección (“Dónde está el muerto”), consigue un texto de aguda ironía en el que la fusión entre lo fantástico y lo real se acerca a la perfección”.

Su primera novela se publicó en 1988 bajo el título de Una orla para todos.

## Novelas publicadas
- Una orla para todos, Centro de la Cultura Popular Canaria (Canarias, 1988)
- La calle de la Concordia, Viceconsejería de Cultura del Gobierno de Canarias (Canarias, 1989)
- El cernícalo, CajaCanarias (Canarias, 1990)
- El roble del olvido, editorial Fundamentos (Madrid, 1991)
- El eucalipto azul, periódico La Provincia por entregas (Canarias, 1992/1993)
- La sombra de los grillos, periódico La Provincia por entregas (Canarias, 1993/1994)
- El amigo de humo, periódico La Provincia por entregas (Canarias, 1993/1994)
- Alguien cabalga sobre su seno, editorial Fundamentos (Madrid, 1996)
- Una rosa en la penumbra, Anroart Ediciones (Canarias, 2007)

## Cuentos publicados
- El libro El caudillo de las sombras, Edirca (Canarias, 1992)
- El volumen La feria de los lindos sueños, Anroart Ediciones (Canarias, 2006)
- En Retablo y geografía de cuentos canarios, Viceconsejería de Cultura del Gobierno de Canarias (Canarias, 1993)
- En la antología de relatos vasco-canaria 2.050 km. de palabras, editorial Baile del Sol (Canarias, 2008)
- En la revista Fablas
- En la revista Fetasa
- En Narrativa Canaria Última, 1ª edición Ricardo García Luis (1987) y 2ª edición editorial Baile del Sol (2001)
- En la revista Cuadernos del Ateneo
- En el periódico La Provincia
- En el periódico Canarias 7
- En el periódico Jornada
- En el periódico La Gaceta de Canarias

## Faceta radiofónica
Ha escrito y presentado numerosos programas de radio, entre otros Grafías al viento, Música y poesía, Narraciones al atardecer, Conozcamos nuestra tierra, Diálogos de nuestra tierra y América canta. 

## Premios
Ha obtenido los siguientes galardones:
- Premio de novela Benito Pérez Armas de edición: El cernícalo, CajaCanarias (1990).
- Finalista en los premios de novela: 
  - Benito Pérez Armas 1986 (Una orla para todos),
  - Ateneo de Valladolid 1986 (El roble del olvido o Las piedras del barranco sólo lloran en invierno),
  - Pérez Galdós 1988 (La calle de la Concordia)
  - Benito Pérez Armas 1998 (El inválido del obelisco).
- Premiado en el II Concurso de guiones radiofónicos de RNE, con el programa de carácter músico-literario Grafías al viento.